# Gran Premi de Turquia del 2011
El Gran Premi de Turquia de Fórmula 1 de la temporada 2011 es va disputar al Circuit d'Istambul Park, del 6 al 8 de maig del 2011.

## Classificació
| Pos                                   | No | Pilot              | Constructor          | Part 1       | Part 2   | Part 3   | Sortida |
| ------------------------------------- | -- | ------------------ | -------------------- | ------------ | -------- | -------- | ------- |
| 1                                     | 1  | Sebastian Vettel   | Red Bull-Renault     | 1:27.039     | 1:25.610 | 1:25.049 | 1       |
| 2                                     | 2  | Mark Webber        | Red Bull-Renault     | 1:27.090     | 1:26.075 | 1:25.454 | 2       |
| 3                                     | 8  | Nico Rosberg       | Mercedes             | 1:27.514     | 1:25.801 | 1:25.574 | 3       |
| 4                                     | 3  | Lewis Hamilton     | McLaren-Mercedes     | 1:27.091     | 1:26.066 | 1:25.595 | 4       |
| 5                                     | 5  | Fernando Alonso    | Ferrari              | 1:27.349     | 1:26.152 | 1:25.851 | 5       |
| 6                                     | 4  | Jenson Button      | McLaren-Mercedes     | 1:27.374     | 1:26.485 | 1:25.982 | 6       |
| 7                                     | 10 | Vitali Petrov      | Renault              | 1:27.475     | 1:26.654 | 1:26.296 | 7       |
| 8                                     | 7  | Michael Schumacher | Mercedes             | 1:27.697     | 1:26.121 | 1:26.646 | 8       |
| 9                                     | 9  | Nick Heidfeld      | Renault              | 1:27.901     | 1:26.740 | 1:26.659 | 9       |
| 10                                    | 6  | Felipe Massa       | Ferrari              | 1:27.013     | 1:26.395 | no time  | 10      |
| 11                                    | 11 | Rubens Barrichello | Williams-Cosworth    | 1:28.246     | 1:26.764 |          | 11      |
| 12                                    | 14 | Adrian Sutil       | Force India-Mercedes | 1:27.392     | 1:27.027 |          | 12      |
| 13                                    | 15 | Paul di Resta      | Force India-Mercedes | 1:27.625     | 1:27.145 |          | 13      |
| 14                                    | 12 | Pastor Maldonado   | Williams-Cosworth    | 1:27.396     | 1:27.236 |          | 14      |
| 15                                    | 17 | Sergio Pérez       | Sauber-Ferrari       | 1:27.778     | 1:27.244 |          | 15      |
| 16                                    | 18 | Sébastien Buemi    | Toro Rosso-Ferrari   | 1:27.620     | 1:27.255 |          | 16      |
| 17                                    | 19 | Jaime Alguersuari  | Toro Rosso-Ferrari   | 1:28.055     | 1:27.572 |          | 17      |
| 18                                    | 20 | Heikki Kovalainen  | Lotus-Renault        | 1:28.780     |          |          | 18      |
| 19                                    | 21 | Jarno Trulli       | Lotus-Renault        | 1:29.673     |          |          | 19      |
| 20                                    | 25 | Jérôme d'Ambrosio  | Virgin-Cosworth      | 1:30.445     |          |          | 231     |
| 21                                    | 23 | Vitantonio Liuzzi  | HRT-Cosworth         | 1:30.692     |          |          | 20      |
| 22                                    | 24 | Timo Glock         | Virgin-Cosworth      | 1:30.813     |          |          | 21      |
| 23                                    | 22 | Narain Karthikeyan | HRT-Cosworth         | 1:31.564     |          |          | 22      |
| Temps per la regla del 107%: 1:33.103 |    |                    |                      |              |          |          |         |
| 24                                    | 16 | Kamui Kobayashi    | Sauber-Ferrari       | Sense temps2 |          |          | 24      |

Notes:
1. ^  – Jérôme d'Ambrosio va ser penalitzat amb 5 places per ignorar les banderes grogues durant la segona sessió d'entrenaments lliures.
2. ^  – Kamui Kobayashi no va poder marcar cap temps degut a problemes amb la seva bomba de gasolina. Malgrat això se li va permetre participar en la cursa per haver demostrat a les tandes d'entrenaments lliures que assolien temps que estaven repetidament per sota de la regla del 107%.

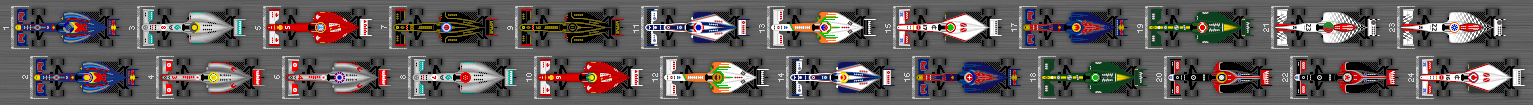
Graella després de la qualificació del GP.

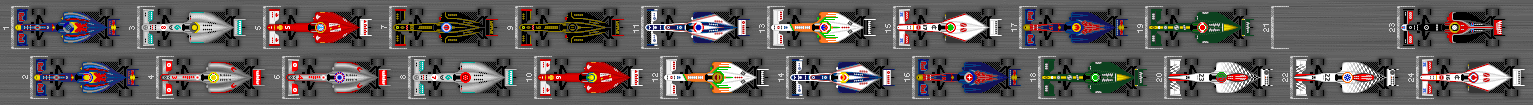
Graella de sortida del GP.

Graella

## Cursa
| Pos | No | Pilot              | Constructor            | Voltes | Temps / Retirada  | Pos.Sortida | Punts |
| --- | -- | ------------------ | ---------------------- | ------ | ----------------- | ----------- | ----- |
| 1   | 1  | Sebastian Vettel   | Red Bull - Renault     | 58     | 1h 30' 17. 558    | 1           | 25    |
| 2   | 2  | Mark Webber        | Red Bull - Renault     | 58     | + 8.807 s         | 2           | 18    |
| 3   | 5  | Fernando Alonso    | Ferrari                | 58     | + 10.075 s        | 5           | 15    |
| 4   | 3  | Lewis Hamilton     | McLaren - Mercedes     | 58     | + 40.232 s        | 4           | 12    |
| 5   | 8  | Nico Rosberg       | Mercedes               | 58     | + 47.539 s        | 3           | 10    |
| 6   | 4  | Jenson Button      | McLaren - Mercedes     | 58     | + 59.431 s        | 6           | 8     |
| 7   | 9  | Nick Heidfeld      | Renault                | 58     | + 1' 00.857 min.  | 9           | 6     |
| 8   | 10 | Vitali Petrov      | Renault                | 58     | + 1' 08.168 min.  | 7           | 4     |
| 9   | 18 | Sébastien Buemi    | Toro Rosso - Ferrari   | 58     | + 1' 09.394 min.  | 16          | 2     |
| 10  | 16 | Kamui Kobayashi    | Sauber-Ferrari         | 58     | + 1' 18.021 min.  | 24          | 1     |
| 11  | 6  | Felipe Massa       | Ferrari                | 58     | + 1' 19.823 min.  | 10          |       |
| 12  | 7  | Michael Schumacher | Mercedes               | 58     | + 1' 25.444 min.  | 8           |       |
| 13  | 14 | Adrian Sutil       | Force India - Mercedes | 57     | + 1 Volta         | 12          |       |
| 14  | 17 | Sergio Pérez       | Sauber - Ferrari       | 57     | + 1 Volta         | 15          |       |
| 15  | 11 | Rubens Barrichello | Williams - Cosworth    | 57     | + 1 Volta         | 11          |       |
| 16  | 19 | Jaime Alguersuari  | Toro Rosso - Ferrari   | 57     | + 1 Volta         | 17          |       |
| 17  | 12 | Pastor Maldonado   | Williams - Cosworth    | 57     | + 1 Volta         | 14          |       |
| 18  | 21 | Jarno Trulli       | Lotus - Renault        | 57     | + 1 Volta         | 19          |       |
| 19  | 20 | Heikki Kovalainen  | Lotus - Renault        | 56     | + 2 Voltes        | 18          |       |
| 20  | 25 | Jérôme d'Ambrosio  | Virgin - Cosworth      | 56     | + 2 Voltes        | 23          |       |
| 21  | 22 | Narain Karthikeyan | HRT - Cosworth         | 55     | + 3 Voltes        | 22          |       |
| 22  | 23 | Vitantonio Liuzzi  | HRT - Cosworth         | 53     | + 5 Voltes        | 20          |       |
| Ret | 15 | Paul di Resta      | Force India - Mercedes | 44     | Pèrdua d'una roda | 13          |       |
| NVS | 24 | Timo Glock         | Virgin - Cosworth      | 0      | Caixa canvi       | 21          |       |

## Altres
- Pole: Sebastian Vettel 1' 25. 049
- Volta ràpida: Mark Webber 1' 29. 703 (a la volta 48)

## Classificació del mundial després de la cursa
| Pos | Pilot            | Punts |
| --- | ---------------- | ----- |
| 1   | Sebastian Vettel | 93    |
| 2   | Lewis Hamilton   | 59    |
| 3   | Mark Webber      | 55    |
| 4   | Jenson Button    | 46    |
| 5   | Fernando Alonso  | 41    |

| Pos | Constructor      | Punts |
| --- | ---------------- | ----- |
| 1   | Red Bull-Renault | 148   |
| 2   | McLaren-Mercedes | 105   |
| 3   | Ferrari          | 65    |
| 4   | Renault          | 42    |
| 5   | Mercedes         | 26    |

- Nota: Només s'inclouen els 5 primers de cada classificació. Per veure-la completa aneu a Temporada 2011 de Fórmula 1